# Світ золотооких
Світ златоглазок (швед. Sländornas värld) — науково-фантастичний роман Стіва Сема-Сандберга 1976 року.

## Сюжет
Роман розповідає про юнака, якому земна цивілізація проти його волі доручає завдання проникнути у повсталі планети-колонії, що також мають проблеми з автохтонним населенням: гігантськими розумними бабками. Врешті-решт, головному герою вдається улагодити проблеми. Тепер бабки та люди живуть разом у мирі, а земні космічні кораблі патрулюють космос.
За словами шведського перекладача і письменника Роланда Адлерберга, роман не дав нічого нового для жанру, а сюжет є доволі слабким. Після «Світу златоглазок» Сем-Сандберг написав ще декілька науково-фантастичних романів, а 1987 року світ побачив роман «Безликий». Джон-Генрі Голмберг вважає, що Сем-Сандберг ще у ранніх творах показав свій талант у мовних нюансах та вмінні розповідати історії.